# Sharaud Curry
Morris Sharaud Curry (Gainesville, Georgia, 16 de mayo de 1987) es un jugador de baloncesto estadounidense que pertenece a la plantilla del Poitiers Basket 86 de la Pro B, la segunda categoría del baloncesto francés. Con 1,78 metros de estatura, juega en la posición de base.

## Trayectoria deportiva
Jugó durante cuatro temporadas con los Providence Friars de la Universidad de Providence y tras no ser drafteado en 2010, daría el salto al baloncesto europeo, en concreto a Polonia en las filas del AZS Koszalin.
Tras realizar una buena temporada en Polonia llega a Grecia para reforzar al AEK Atenas. Más tarde, jugaría en ligas menores como Austria y Finlandia.
En la temporada 2014-15, jugaría en Bulgaria en las filas del Lukoil Academic Sofia, donde promediaría 11 puntos y 5.4 asistencias por partido.
En 2015, firma por el Reims Champagne Basket y al final de la temporada firmaría con el BC Kalev/Cramo estonio.
En diciembre de 2016 volvería a Francia, fichando por el Olympique d'Antibes de la Pro A francesa.